# Sparta (foguete)

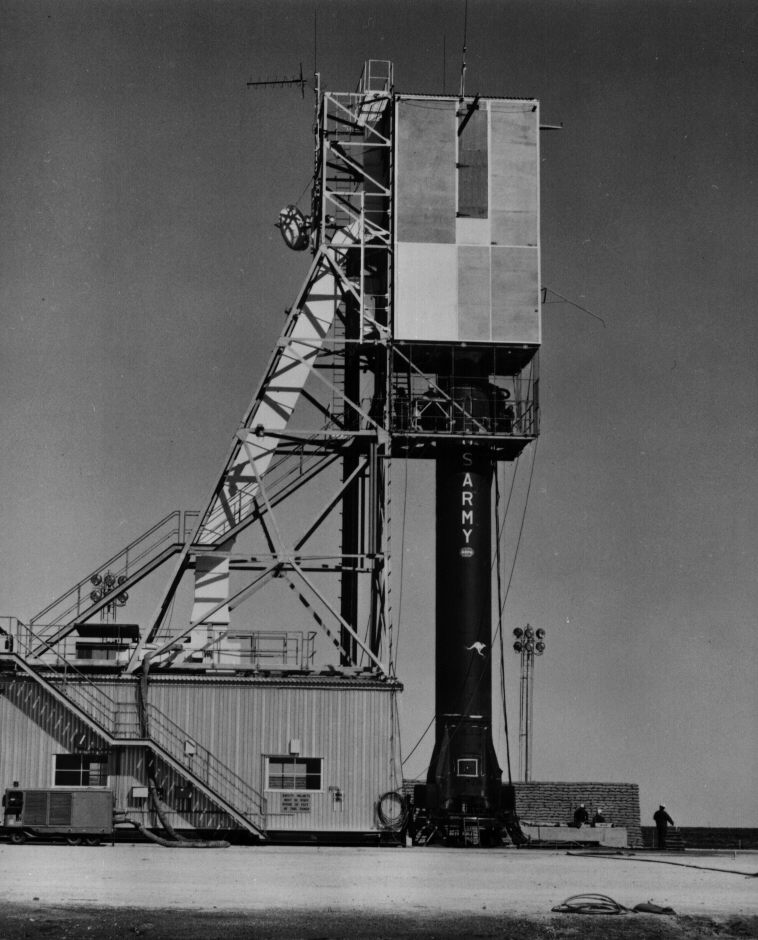
O foguete Sparta sendo colocado na plataforma de lançamento em Woomera.

Sparta, foi o nome atribuído ao foguete encarregado de colocar em órbita o primeiro satélite da Austrália em 29 de Novembro de  1967.
Era um foguete de três estágios, sendo o primeiro baseado no Redstone, e dois estágios superiores movidos a combustível sólido. 
Alguns lançamento desse foguete foram feitos a partir da base de Woomera, entre 1966 e 1967.
Esse foguete, fazia parte de um programa de pesquisa conjunta entre o Reino Unido, Estados Unidos e Austrália.